# Lauren Denis
Lauren Denis (27 februari 1996) is een Belgisch korfbalster.

## Levensloop
Denis startte op vijfjarige leeftijd met korfbal, momenteel is ze actief bij Voorwaarts. Tevens maakt ze deel uit van het Belgisch nationaal team, waarmee ze onder meer zilver won op het wereldkampioenschap van 2019, op het Europees kampioenschap van 2021 en op de Wereldspelen van 2022.